# Три кабальеро
«Три кабальеро» (англ. «The Three Caballeros») — американский мультфильм 1944 года, поставленный режиссёром Норманом Фергюсоном. Седьмой по счёту полнометражный мультфильм Уолта Диснея. Является сиквелом мультфильма «Салют, друзья!» (1942).
Мультфильм был номинирован на премию «Оскар» за музыкальное сопровождение.
При съёмках сцен танцев использовалась техника анимации, в которой соединились анимационные герои и живые актёры (например, приглашённая из Бразилии певица и танцовщица Аврора Миранда). Это второй мультфильм Диснея 1940-х годов. Мультфильм также вышел на испанском и португальском языках.

## Сюжет
Мультфильм о путешествии Дональда Дака по Латинской Америке. Его проводниками становятся попугай Хосе из Бразилии и петушок Карлос или Панчито из Мексики.

## Награды
| Список номинаций и наград мультфильма «Три кабальеро» | Список номинаций и наград мультфильма «Три кабальеро» | Список номинаций и наград мультфильма «Три кабальеро» | Список номинаций и наград мультфильма «Три кабальеро» |
| Премия                                                | Номинация                                             | Номинант                                              | Результат                                             |
| ----------------------------------------------------- | ----------------------------------------------------- | ----------------------------------------------------- | ----------------------------------------------------- |
| Оскар (1946)                                          | Лучший звук                                           | Сэм Слайфилд                                          | номинант                                              |
| Оскар (1946)                                          | Лучшая музыка к музыкальному фильму                   | Эдвард Пламб, Пол Смит, Чарльз Уолкотт                | номинант                                              |